# 100% (Lied)
100% ist ein Lied der slowenischen Sängerin Senidah und des österreichischen Rappers RAF Camora. Es erschien am 28. November 2019 über das serbische Label Bassivity Digital.

## Hintergrund
Bei der 2019 Music Awards Ceremony, einer Preisverleihung für Musiker auf dem Gebiet des ehemaligen Jugoslawien, gab Senidah eine bald folgende Kollaboration mit RAF Camora bekannt. Am 26. September 2019 postete RAF Camora ein Snippet des Liedes in seiner Instagram-Story. Am 20. November 2019 veröffentlichte Senidah das Erscheinungsdatum des Songs und das Cover-Artwork über ihren Instagram-Account.
Obwohl Senidah in Ljubljana geboren wurde, sind ihre Parts nicht in Slowenisch, sondern Bosnisch geschrieben. Diesen Balkan-Bezug besitzt sie durch ihre montenegrinischen Wurzeln.
100% wurde von den Interpreten, unter ihren bürgerlichen Namen, gemeinsam mit Dino Nuhanović und Anže Kacafura geschrieben. Letzterer war, unter dem Namen Cazzafura, zusätzlich für die Produktion des Liedes verantwortlich. Das Lied wurde von Nuri Singör gemixt, für das Mastering war der Berliner Tontechniker Lex Barkey verantwortlich.
Am 17. Februar 2025 erschien zudem eine Solo-Liveversion des Liedes von Senidah auf ihrem Album Live from Belgrade.

## Musikvideo
Das Musikvideo zu 100% wurde unter der Regie von Shaho Casado in Barcelona gedreht und erschien zeitgleich zur Singleveröffentlichung.
Das auf YouTube veröffentlichte Video wurde ein kommerzieller Erfolg und erreichte innerhalb eines Tages nach der Veröffentlichung über 1,68 Millionen Aufrufe. Am 22. Juni 2020 erreichte das Video 50 Millionen Aufrufe. Bis Juni 2025 verzeichnete das Video mehr als 105 Millionen Aufrufe auf YouTube.

## Mitwirkende
| Liedproduktion - Anže Kacafura (Cazzafura): Komponist, Liedtexter, Arrangement - Senida Hajdarpašić: Komponist, Liedtexter - Dino Nuhanović: Liedtexter - Raphael Ragucci: Liedtexter - Nuri Singör: Abmischung - Lex Barkey: Mastering | Musikvideo - Shaho Casado: Regisseur, Kameramann, Schnitt, Drohne Unternehmen - Bassivity Digital: Musiklabel, Vertrieb - Ragucci & Boldt Holding GmbH: Musikverlag - BMG Rights Management: Musikverlag |

## Chartplatzierungen
100% stieg in Deutschland auf Platz 28 in die Singlecharts ein und konnte sich insgesamt drei Wochen in den Charts platzieren. In den Ö3 Austria Top 40 debütierte die Single auf Position drei und konnte sich insgesamt neun Wochen in der Hitparade halten. In Österreich wurde 100% so zum ersten bosnischsprachigen Song, der Rang drei der Singlecharts erreichte. In der Schweizer Hitparade erreichte der Track mit Rang sechs seine höchste Notierung, insgesamt war der Song sechs Wochen in den Singlecharts vertreten. In allen drei Ländern wurde das Lied zum ersten Charterfolg in Senidahs Karriere. Für RAF Camora wurde der Song in Österreich zu seinem 24. Top-10-Erfolg, in der Schweiz erreichte er die Top 10 zum insgesamt 13. Mal. Im März 2020 erreichte das Lied des Weiteren Platz 20 der serbischen Airplay-Charts.
| ChartsChartplatzierungen | Höchstplatzierung | Wochen |
| ------------------------ | ----------------- | ------ |
| Deutschland (GfK)        | 28 (3 Wo.)        | 3      |
| Österreich (Ö3)          | 3 (9 Wo.)         | 9      |
| Schweiz (IFPI)           | 6 (6 Wo.)         | 6      |

Auf der Streaming-Plattform Spotify verzeichnet das Lied bisher mehr als 84 Millionen Streams (Stand: April 2025).